# El Porvenir Vasco
El Porvenir Vasco fue un periódico editado en la ciudad española de Bilbao entre 1896 y 1917.

## Historia
Fundado en 1896, y propiedad de José María Martínez Rivas, tuvo como directores a Bernardo Acha y a Saturnino Lafarga. Se publicaba «todas las tardes», tal y como se señalaba en la primera plana. Firmaron textos en sus páginas personas como Indalecio Prieto, Julián Arbulo, Enrique Enrich y Urraza, José María Mateos Larrucea y Pelayo Sánchez del Arco. En el número 6784, que salió de imprenta el 30 de diciembre de 1913, la redacción se despidió de los lectores y anunciantes, pero habría seguido publicándose hasta 1917.